# Gáo vàng
Gáo vàng hay còn gọi vàng kiên, gáo nam (danh pháp hai phần: Nauclea orientalis) là một loài thực vật thuộc họ Thiến thảo. Trong rừng mưa nhiệt đới loài này thuộc tầng gỗ cao hoặc tầng vượt tán. Trong tên gọi latin của nó thì "orientalis" còn có nghĩa là phương Đông. Tên chi Nauclea được cho là có nguồn gốc từ tiếng Hy Lap "naus" nghĩa là "tàu", còn "kleio" có nghĩa là "gần". Loài này trong tự nhiên rất dễ nhầm lẫn với loài Gáo trắng, tuy nhiên phân bổ tự nhiên của loài này hẹp hơn khi không vươn tới vùng Ấn Độ và Nam Trung Hoa, chỉ phân bổ vùng Nam Á, Đông Nam Á, đảo Papua New Guinea, và Australia. Cây gỗ lớn nhanh ưa đất ẩm, có thể sinh trưởng được ở vùng bán ngập, ven sông suối. Sinh trưởng trong tự nhiên Gáo vàng có thể cao tới 30-35m, đường kính ngang ngực có thể đạt tới 100 cm. Tán cây hình tháp, tương tự như dáng thông, tùng. Hoa mọc thành cụm màu vàng và có mùi thơm. Gỗ màu vàng hoặc cam, giải phẫu cấu tạo gỗ cho thấy mạch gỗ có sợi to và dài (đặc điểm này khiến cho gỗ dễ dàng sấy khô hoặc ngâm tẩm hóa chất), có thể đóng đồ gia dụng bình thường, nhưng dễ mối mục nếu không được ngâm tẩm xử lý bằng hóa chất.

## Ảnh

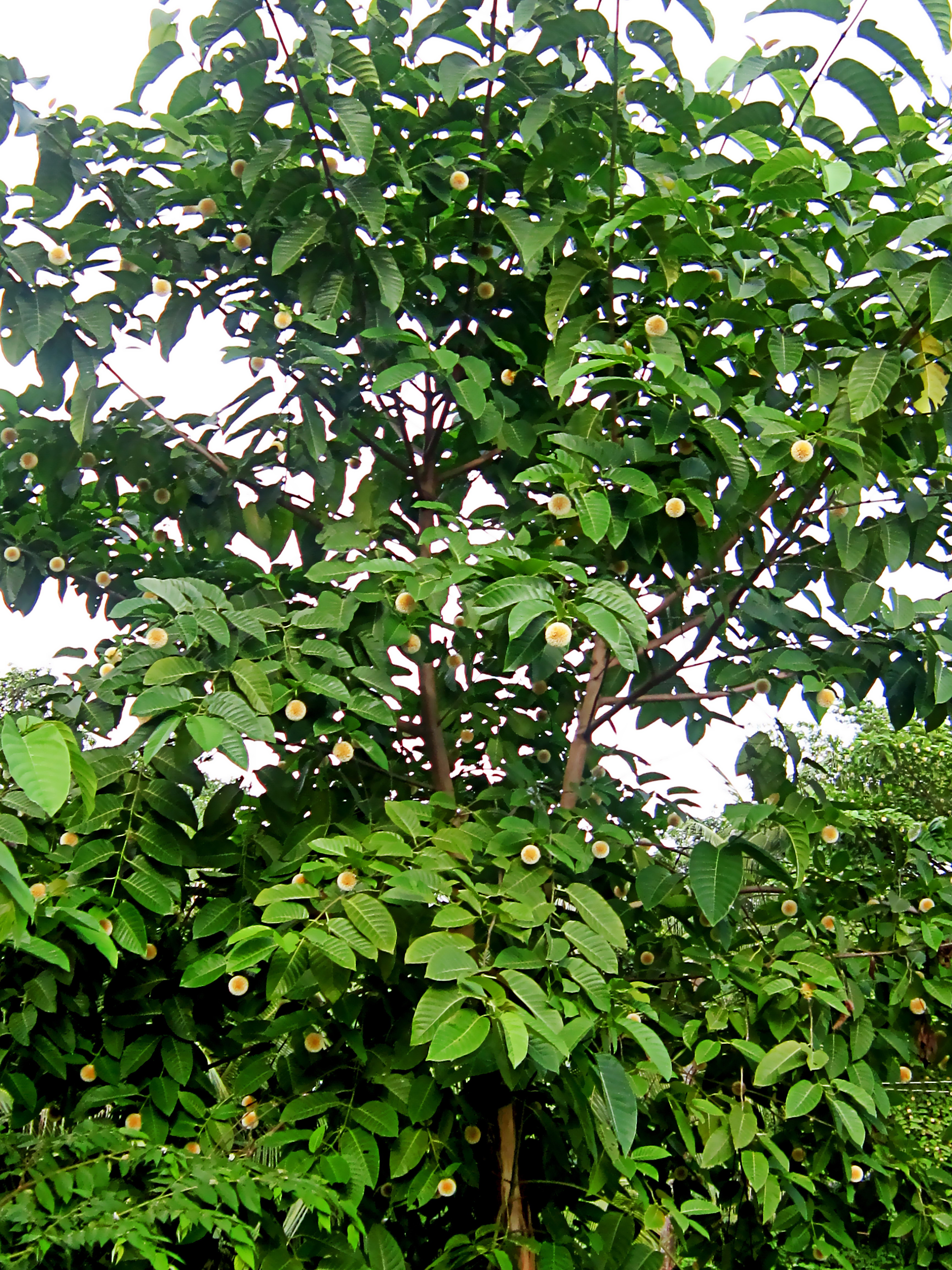
Một cây gáo vàng nhỏ.
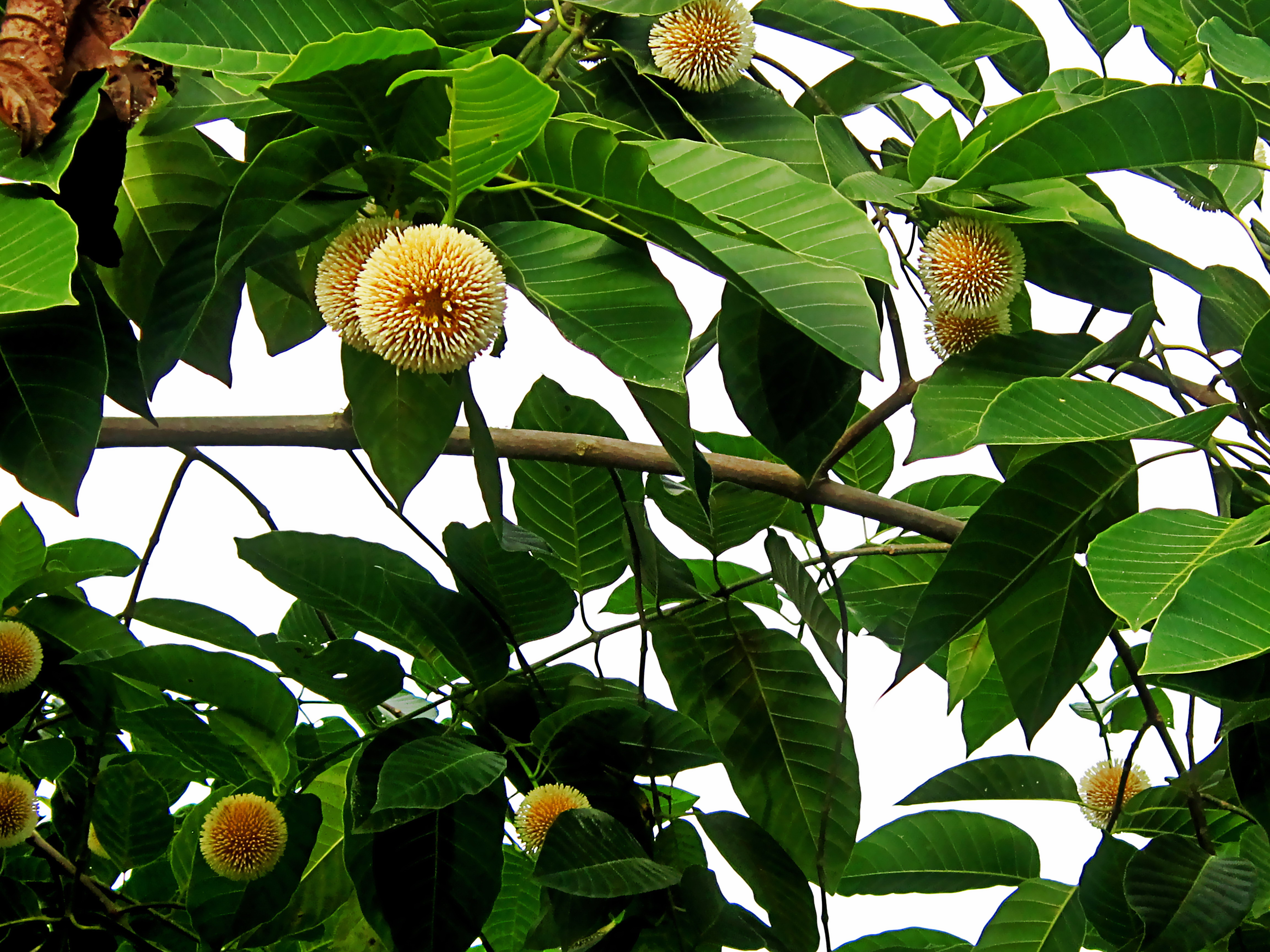
Một nhánh cây gáo vàng.
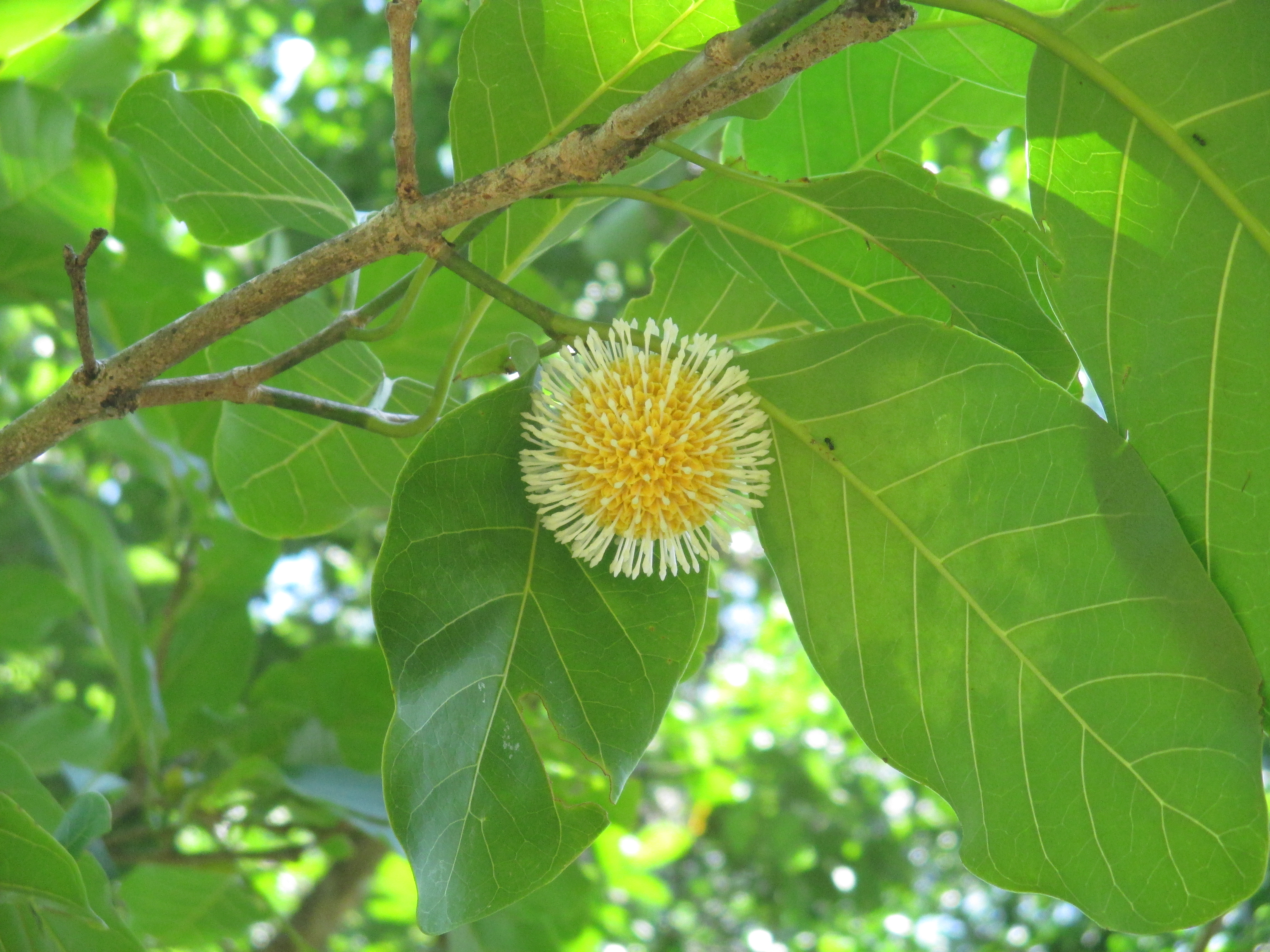
Hoa tự của Gáo vàng
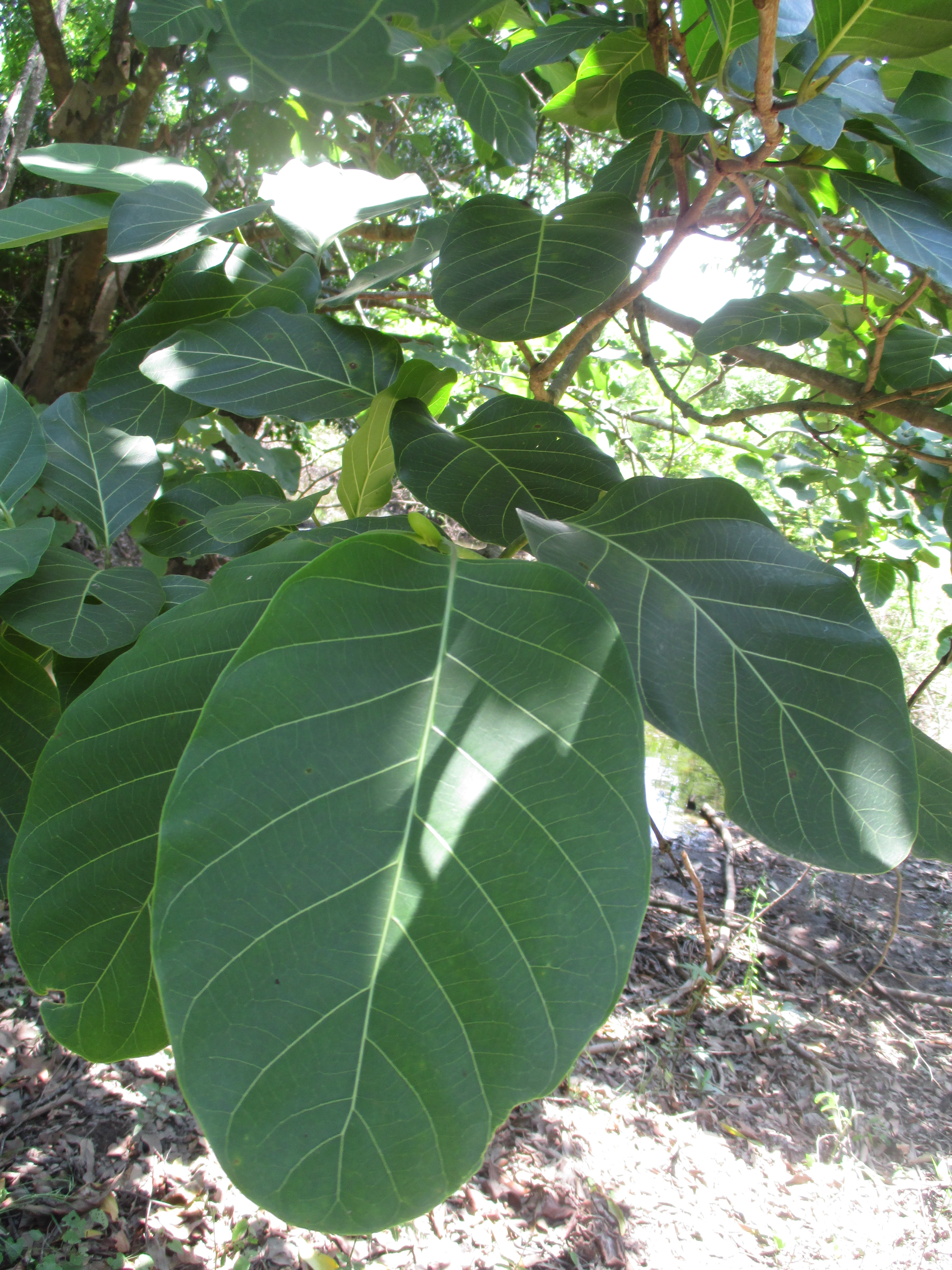
Hình dạng và mặt trên của lá Gáo vàng